# Krymskaja železnaja doroga
La Krymskaja železnaja doroga (Крымская железная дорога in russo) è la compagnia ferroviaria statale che opera nella Repubblica di Crimea e a Sebastopoli.
Krymskaja železnaja doroga è un'impresa unitaria indipendente dalle Ferrovie russe e con sede a Sinferopoli. È stata fondata nel 2014 in seguito all'annessione russa della Crimea ed è stata creata dalla Direzione della Crimea della Ferrovia del Cisdnepr dell'Ukrzaliznycja.

## Storia
Prima dell'annessione russa della Crimea il gestore delle ferrovie crimeane era la direzione della Crimea della Ferrovia del Cisdnepr, l'operatore regionale delle Ferrovie ucraine nell'oblast' di Dnipropetrovs'k, nell'oblast' di Zaporižžja, nell'Oblast' di Charkiv, nell'oblast' di Cherson e nella Repubblica autonoma di Crimea. Il 26 marzo 2014, un mese dopo l'annessione russa della Crimea nel 2014, le autorità della nuova Repubblica di Crimea hanno istituito la Krymskaja železnaja doroga come società di proprietà pubblica (un'impresa unitaria in Russia). Nella primavera del 2014, materiale ferroviario è stato esportato dalla Crimea all'Ucraina continentale, comprese locomotive passeggeri, macchine per binari e vagoni nuovi. Le parti della Direzione della Crimea rimaste sotto sovranità ucraina negli oblast' di Cherson e di Zaporižžja sono stati trasferite alla Direzione di Zaporižžja della Ferrovia del Cisdneper. I treni sequestrati della ferrovia riassegnata sono stati ridipinti, lo stemma dell'Ucraina e il logo delle ferrovie ucraine sono stati cancellati e sostituiti dall'emblema della Repubblica di Crimea e dalla sigla "CR". Sono stati conservati tuttavia i colori blu e giallo. Sulle autovetture il codice di immatricolazione è stato modificato da 045.046 a 085.
Nell'ottobre 2014, gli ispettori hanno condotto un'indagine in Crimea e hanno concluso che le strutture dei binari ferroviari e degli scambi erano in cattive condizioni. Di conseguenza, la velocità massima è stata ridotta a 40 km/h, 25 km/h e occasionalmente 10 km/h.

## Descrizione
Krymskaja železnaja doroga dispone di depositi di locomotive a Sinferopoli, Džankoj e Kerč'; un deposito carrozze a Džankoj; due depositi di carrozze con servizi per le riparazioni; e un deposito di vagoni ferroviari a Simferopoli. La ferrovia di Crimea non possiede una propria macchina ferroviaria per la posa di nuovi binari. Il servizio passeggeri della Crimea viaggia verso Mosca via Voronež e Rostov sul Don con uno schema intermodale tramite una combinazione di treno e traghetto.
Nel novembre 2014 è stato riattivato un servizio di traghetto ferroviario merci attraverso lo stretto di Kerč' con tre traghetti ferroviari in funzione: due per la rotta Caucaso-Crimea e uno per la rotta Caucaso-Kerč'.